# Parcul Național Bieszczadzki
Parcul Național Bieszczadzki (în poloneză: Bieszczadzki Park Narodowy) este o arie protejată de interes național ce corespunde categoriei a II-a IUCN (parc național) situată în Polonia, pe teritoriul administrativ al voievodatului Subcarpatia.

## Localizare
Aria naturală se află la extremitatea sud-estică a Poloniei și cea sudică a voievodatului Subcarpatia (Województwo podckarpackie), la granița cu Slovacia și Ucraina, în Tatra Joasă (în Munții Bieszczady ce atinge cea mai mare înălțime în Vârful Tarnica, 1346 m.), sector reliefal al Munților Tatra. 

## Descriere
Parcul Național Bieszczadzki a fost înființat în  1973, urmând ca din anul 1992 să fie inclus în programul mondial al UNESCO, „Omul și Biosfera”.
Aria naturală protejată reprezintă o zonă montană cu vârfuri, lapiezuri, doline, pajiști și pășuni montane, păduri și văii, cu o mare diversitate de floră și faună și cu un deosebit interes peisagistic.

## Biodiversitate
Parcul dispune de mai multe tipuri de habitate (păduri de fag, păduri de conifere, pajiști alpine, pășuni, păduri aluviale, pajiști mezofile, păduri în amestec, lunci mlăștinoase, terase și lunci de râuri) ce adăpoastesc o mare varietate de floră și faună specifică zonei estice a Munților Carpați.  

### Floră
Flora este constituită din specii arboricole de fag (Fagus sylvatica - specie dominantă), brad (Abies), paltin de munte (Acer pseudoplatanus), gorun (Quercus petraea), arin (Alunus glutinosa), arin alb (Alnus incanta), salcie albă (Salix alba), salcie roșie (Salix purpurea); arbusti cu specii de merișor (Vaccinium vitis idaea), afin (Vaccinum myritillus), mur (Rubus fruticosus); precum și o mare varietate de ierburi (Agrostis vulgaris, Nardus stricta, Festuca rupra, Deschampsia cespitosa), licheni și ciuperci.

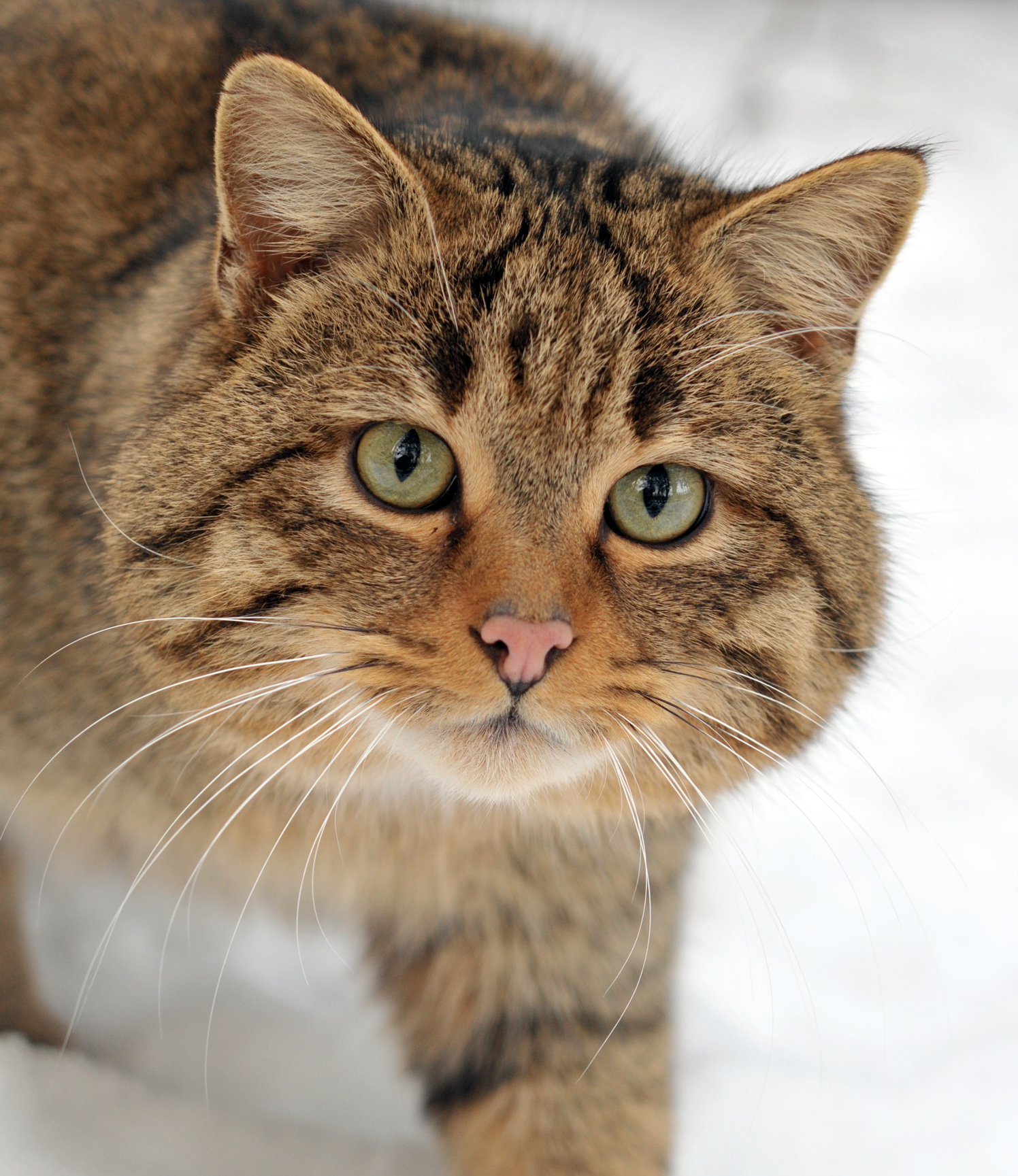
Pisică sălbatică (Felis silvestris)

### Faună
Fauna este bine reprezentată de mai multe specii de:
• mamifere, dintre care: urs brun (Ursus arctos), râs eurasiatic (Lynx lynx), cerb (Cervus elaphus), căprioară (Capreolus capreolus), lup (Canis lupus), mistreț (Sus scrofa), pisică sălbatică (Felis silvestris);
• păsări cu specii de acvilă de munte (Aquila chrysaetos), bufniță (Bubo bubo), brumăriță de pădure (Prunella modularis), barză neagră (Ciconia nigra), barză albă (Ciconia ciconia); 
• reptile sau batracieni. 